# Mannschaftsaufstellungen der Schacholympiade der Frauen 1990
Die Tabellen nennen die Aufstellung der Mannschaften bei der Schacholympiade der Frauen 1990 in Novi Sad. Es beteiligten sich 65 Mannschaften, darunter neben der A-Mannschaft zwei weitere Vertretungen des Gastgeberlandes. Sie absolvierten ein Turnier über 14 Runden im Schweizer System. Zu jedem Team gehörten drei Spielerinnen und maximal eine Ersatzspielerin. Für die Platzierung der Mannschaften waren die Brettpunkte vor der Buchholz-Wertung und den Mannschaftspunkten maßgeblich.

## Mannschaften

### 1. Ungarn
| Platz | Land          | G  | R | V | Brettp. | Mannschaftsp. |
| ----- | ------------- | -- | - | - | ------- | ------------- |
| 1     | Ungarn        | 13 | 0 | 1 | 35      | 26            |
| Brett | Spielerin     | G  | R | V | Punkte  | Partien       |
| 1     | Zsuzsa Polgár | 09 | 5 | 0 | 11,5    | 14            |
| 2     | Judit Polgár  | 08 | 4 | 1 | 10      | 13            |
| 3     | Zsófia Polgár | 11 | 1 | 1 | 11,5    | 13            |
| R     | Ildikó Mádl   | 02 | 0 | 0 | 2       | 2             |

### 2. Sowjetunion
| Platz | Land                 | G  | R | V | Brettp. | Mannschaftsp. |
| ----- | -------------------- | -- | - | - | ------- | ------------- |
| 2     | Sowjetunion          | 13 | 1 | 0 | 35      | 27            |
| Brett | Spielerin            | G  | R | V | Punkte  | Partien       |
| 1     | Maia Tschiburdanidse | 04 | 4 | 1 | 6       | 9             |
| 2     | Nona Gaprindaschwili | 07 | 1 | 2 | 7,5     | 10            |
| 3     | Alissa Galljamowa    | 09 | 1 | 1 | 9,5     | 11            |
| R     | Ketewan Arachamia    | 12 | 0 | 0 | 12      | 12            |

### 3. China
| Platz | Land                | G  | R | V | Brettp. | Mannschaftsp. |
| ----- | ------------------- | -- | - | - | ------- | ------------- |
| 3     | Volksrepublik China | 10 | 1 | 3 | 29      | 21            |
| Brett | Spielerin           | G  | R | V | Punkte  | Partien       |
| 1     | Xie Jun             | 09 | 4 | 1 | 11      | 14            |
| 2     | Peng Zhaoqin        | 07 | 4 | 3 | 9       | 14            |
| 3     | Qin Kanying         | 04 | 4 | 2 | 6       | 10            |
| R     | Wang Lei            | 03 | 0 | 1 | 3       | 4             |

### 4. Bulgarien
| Platz | Land              | G | R | V | Brettp. | Mannschaftsp. |
| ----- | ----------------- | - | - | - | ------- | ------------- |
| 4     | Bulgarien         | 9 | 1 | 4 | 26      | 19            |
| Brett | Spielerin         | G | R | V | Punkte  | Partien       |
| 1     | Margarita Wojska  | 4 | 5 | 2 | 6,5     | 11            |
| 2     | Wera Pejtschewa   | 4 | 3 | 4 | 5,5     | 11            |
| 3     | Pawlina Angelowa  | 5 | 4 | 1 | 7       | 10            |
| R     | Rumjana Gotschewa | 5 | 4 | 1 | 7       | 10            |

### 5. Jugoslawien
| Platz | Land              | G | R | V | Brettp. | Mannschaftsp. |
| ----- | ----------------- | - | - | - | ------- | ------------- |
| 5     | Jugoslawien       | 9 | 1 | 4 | 25      | 19            |
| Brett | Spielerin         | G | R | V | Punkte  | Partien       |
| 1     | Alisa Marić       | 4 | 6 | 3 | 7       | 13            |
| 2     | Vesna Bašagić     | 7 | 5 | 2 | 9,5     | 14            |
| 3     | Suzana Maksimović | 1 | 3 | 2 | 2,5     | 6             |
| R     | Jordanka Mičić    | 4 | 4 | 1 | 6       | 9             |

### 6. USA
| Platz | Land                          | G | R | V | Brettp. | Mannschaftsp. |
| ----- | ----------------------------- | - | - | - | ------- | ------------- |
| 6     | Vereinigte Staaten            | 8 | 3 | 3 | 24,5    | 19            |
| Brett | Spielerin                     | G | R | V | Punkte  | Partien       |
| 1     | Elena Donaldson-Akhmilovskaya | 5 | 5 | 4 | 7,5     | 14            |
| 2     | Anna Akhsharumova             | 7 | 3 | 3 | 8,5     | 13            |
| 3     | Esther Epstein                | 7 | 2 | 4 | 8       | 13            |
| R     | Alexandra Root                | 0 | 1 | 1 | 0,5     | 2             |

### 7. England
| Platz | Land           | G | R | V | Brettp. | Mannschaftsp. |
| ----- | -------------- | - | - | - | ------- | ------------- |
| 7     | England        | 7 | 2 | 5 | 24      | 16            |
| Brett | Spielerin      | G | R | V | Punkte  | Partien       |
| 1     | Susan Arkell   | 4 | 7 | 2 | 7,5     | 13            |
| 2     | Jana Bellin    | 6 | 4 | 3 | 8       | 13            |
| 3     | Sheila Jackson | 5 | 4 | 3 | 7       | 12            |
| R     | Cathy Forbes   | 1 | 1 | 2 | 1,5     | 4             |

### 8. Griechenland
| Platz | Land               | G | R | V | Brettp. | Mannschaftsp. |
| ----- | ------------------ | - | - | - | ------- | ------------- |
| 8     | Griechenland       | 8 | 1 | 5 | 24      | 17            |
| Brett | Spielerin          | G | R | V | Punkte  | Partien       |
| 1     | Marina Makropoulou | 6 | 3 | 4 | 7,5     | 13            |
| 2     | Anna-Maria Botsari | 7 | 1 | 4 | 7,5     | 12            |
| 3     | Eva Kondou         | 5 | 2 | 5 | 6       | 12            |
| R     | Maria Petraki      | 3 | 0 | 2 | 3       | 5             |

### 9. Rumänien
| Platz | Land                     | G | R | V | Brettp. | Mannschaftsp. |
| ----- | ------------------------ | - | - | - | ------- | ------------- |
| 9     | Rumänien                 | 6 | 3 | 5 | 24      | 15            |
| Brett | Spielerin                | G | R | V | Punkte  | Partien       |
| 1     | Margareta Mureșan        | 1 | 0 | 4 | 1       | 5             |
| 2     | Cristina-Adela Foișor    | 7 | 5 | 2 | 9,5     | 14            |
| 3     | Gabriela Stanciu-Olăraşu | 6 | 1 | 5 | 6,5     | 12            |
| R     | Elena-Luminița Radu      | 6 | 2 | 3 | 7       | 11            |

### 10. Jugoslawien B
| Platz | Land             | G | R | V | Brettp. | Mannschaftsp. |
| ----- | ---------------- | - | - | - | ------- | ------------- |
| 10    | Jugoslawien B    | 8 | 3 | 3 | 23,5    | 19            |
| Brett | Spielerin        | G | R | V | Punkte  | Partien       |
| 1     | Marija Petrović  | 1 | 5 | 5 | 3,5     | 11            |
| 2     | Nataša Bojković  | 4 | 6 | 2 | 7       | 12            |
| 3     | Gordana Marković | 6 | 1 | 3 | 6,5     | 10            |
| R     | Zorica Nikolin   | 5 | 3 | 1 | 6,5     | 9             |

### 11. DDR
| Platz | Land                 | G | R | V | Brettp. | Mannschaftsp. |
| ----- | -------------------- | - | - | - | ------- | ------------- |
| 11    | DDR                  | 7 | 2 | 5 | 23,5    | 16            |
| Brett | Spielerin            | G | R | V | Punkte  | Partien       |
| 1     | Brigitte Burchardt   | 3 | 2 | 5 | 4       | 10            |
| 2     | Annett Wagner-Michel | 3 | 4 | 4 | 5       | 11            |
| 3     | Marion Heintze       | 7 | 2 | 2 | 8       | 11            |
| R     | Ines Starck          | 5 | 3 | 2 | 6,5     | 10            |

### 12. Niederlande
| Platz | Land                      | G | R | V | Brettp. | Mannschaftsp. |
| ----- | ------------------------- | - | - | - | ------- | ------------- |
| 12    | Niederlande               | 6 | 4 | 4 | 23,5    | 16            |
| Brett | Spielerin                 | G | R | V | Punkte  | Partien       |
| 1     | Anne Marie Benschop       | 5 | 2 | 5 | 6       | 12            |
| 2     | Heleen van Arkel-de Greef | 5 | 2 | 4 | 6       | 11            |
| 3     | Renate Limbach            | 3 | 1 | 4 | 3,5     | 8             |
| R     | Sylvia de Vries           | 6 | 4 | 1 | 8       | 11            |

### 13. Mongolei
| Platz | Land                  | G | R | V | Brettp. | Mannschaftsp. |
| ----- | --------------------- | - | - | - | ------- | ------------- |
| 13    | Mongolei              | 7 | 2 | 5 | 23,5    | 16            |
| Brett | Spielerin             | G | R | V | Punkte  | Partien       |
| 1     | Tsagaan Battsetseg    | 8 | 3 | 3 | 9,5     | 14            |
| 2     | Ulziybat Gerelmaa     | 6 | 1 | 7 | 6,5     | 14            |
| 3     | Baasanjav Undrahbuyan | 7 | 1 | 6 | 7,5     | 14            |

Die mongolische Mannschaft gewann in der zweiten Runde kampflos 3:0 gegen die nicht angereiste Mannschaft des Libanon. Das Ergebnis ist in der Mannschafts- und allen drei Einzelbilanzen berücksichtigt.

### 14. Polen
| Platz | Land                   | G | R  | V | Brettp. | Mannschaftsp. |
| ----- | ---------------------- | - | -- | - | ------- | ------------- |
| 14    | Polen                  | 5 | 04 | 5 | 23      | 14            |
| Brett | Spielerin              | G | R  | V | Punkte  | Partien       |
| 1     | Agnieszka Brustman     | 4 | 10 | 0 | 9       | 14            |
| 2     | Bożena Sikora-Giżyńska | 2 | 04 | 4 | 4       | 10            |
| 3     | Krystyna Dąbrowska     | 3 | 01 | 4 | 3,5     | 8             |
| R     | Iwona Bos-Świecik      | 6 | 01 | 3 | 6,5     | 10            |

### 15. Argentinien
| Platz | Land               | G | R | V | Brettp. | Mannschaftsp. |
| ----- | ------------------ | - | - | - | ------- | ------------- |
| 15    | Argentinien        | 5 | 3 | 6 | 23      | 13            |
| Brett | Spielerin          | G | R | V | Punkte  | Partien       |
| 1     | Claudia Amura      | 6 | 4 | 0 | 8       | 10            |
| 2     | Liliana Burijovich | 3 | 3 | 6 | 4,5     | 12            |
| 3     | Carla Needleman    | 5 | 2 | 5 | 6       | 12            |
| R     | Sandra Villegas    | 4 | 1 | 3 | 4,5     | 8             |

### 16. Kuba
| Platz | Land                    | G | R | V | Brettp. | Mannschaftsp. |
| ----- | ----------------------- | - | - | - | ------- | ------------- |
| 16    | Kuba                    | 7 | 1 | 6 | 23      | 15            |
| Brett | Spielerin               | G | R | V | Punkte  | Partien       |
| 1     | Vivian Ramón Pita       | 4 | 3 | 4 | 5,5     | 11            |
| 2     | Asela de Armas Pérez    | 3 | 2 | 3 | 4       | 8             |
| 3     | Maritza Arribas Robaina | 6 | 1 | 5 | 6,5     | 12            |
| R     | Zirka Frometa           | 7 | 0 | 4 | 7       | 11            |

### 17. Deutschland
| Platz | Land              | G | R | V | Brettp. | Mannschaftsp. |
| ----- | ----------------- | - | - | - | ------- | ------------- |
| 17    | BR Deutschland    | 7 | 3 | 4 | 23      | 17            |
| Brett | Spielerin         | G | R | V | Punkte  | Partien       |
| 1     | Gisela Fischdick  | 3 | 5 | 2 | 5,5     | 10            |
| 2     | Otilia Gant       | 2 | 4 | 4 | 4       | 10            |
| 3     | Bettina Trabert   | 4 | 4 | 3 | 6       | 11            |
| R     | Ingrid Lauterbach | 5 | 5 | 1 | 7,5     | 11            |

### 18. Israel
| Platz | Land                 | G | R | V | Brettp. | Mannschaftsp. |
| ----- | -------------------- | - | - | - | ------- | ------------- |
| 18    | Israel               | 6 | 3 | 5 | 23      | 15            |
| Brett | Spielerin            | G | R | V | Punkte  | Partien       |
| 1     | Luba Kristol         | 7 | 3 | 4 | 8,5     | 14            |
| 2     | Olga Podraschanskaja | 7 | 0 | 6 | 7       | 13            |
| 3     | Anna Segal           | 5 | 1 | 4 | 5,5     | 10            |
| R     | Oshra Bar-Shalom     | 1 | 2 | 2 | 2       | 5             |

### 19. Tschechoslowakei
| Platz | Land                  | G | R | V | Brettp. | Mannschaftsp. |
| ----- | --------------------- | - | - | - | ------- | ------------- |
| 19    | Tschechoslowakei      | 6 | 2 | 6 | 22,5    | 14            |
| Brett | Spielerin             | G | R | V | Punkte  | Partien       |
| 1     | Eliška Richtrová      | 5 | 6 | 2 | 8       | 13            |
| 2     | Jana Hájková-Mašková  | 6 | 3 | 4 | 7,5     | 13            |
| 3     | Petra Kišová-Poláková | 3 | 2 | 4 | 4       | 9             |
| R     | Miroslava Čejková     | 2 | 2 | 3 | 3       | 7             |

### 20. Vietnam
| Platz | Land                 | G | R | V | Brettp. | Mannschaftsp. |
| ----- | -------------------- | - | - | - | ------- | ------------- |
| 20    | Vietnam              | 7 | 2 | 5 | 22,5    | 16            |
| Brett | Spielerin            | G | R | V | Punkte  | Partien       |
| 1     | Mai Thị Thanh Hương  | 2 | 2 | 5 | 3       | 9             |
| 2     | Phạm Ngọc Thanh      | 6 | 5 | 1 | 8,5     | 12            |
| 3     | Nguyễn Thị Kim Ngân  | 4 | 2 | 5 | 5       | 11            |
| R     | Phan Huỳnh Băng Ngân | 6 | 0 | 4 | 6       | 10            |

Die Mannschaft gewann in der ersten Runde kampflos 3:0 gegen die verspätet angereiste Mannschaft aus Simbabwe. Das Ergebnis ist in der Mannschafts- und den Einzelbilanzen der Stammspielerinnen berücksichtigt.

### 21. Jugoslawien C
| Platz | Land              | G | R | V | Brettp. | Mannschaftsp. |
| ----- | ----------------- | - | - | - | ------- | ------------- |
| 21    | Jugoslawien C     | 6 | 4 | 4 | 22,5    | 16            |
| Brett | Spielerin         | G | R | V | Punkte  | Partien       |
| 1     | Mirjana Marić     | 6 | 6 | 2 | 9       | 14            |
| 2     | Nataša Strižak    | 2 | 2 | 5 | 3       | 9             |
| 3     | Narcisa Mihevc    | 2 | 4 | 2 | 4       | 8             |
| R     | Violeta Todorović | 5 | 3 | 3 | 6,5     | 11            |

### 22. Dänemark
| Platz | Land             | G | R | V | Brettp. | Mannschaftsp. |
| ----- | ---------------- | - | - | - | ------- | ------------- |
| 22    | Dänemark         | 6 | 3 | 5 | 22      | 15            |
| Brett | Spielerin        | G | R | V | Punkte  | Partien       |
| 1     | Nina Høiberg     | 7 | 6 | 1 | 10      | 14            |
| 2     | Christine Jensen | 0 | 2 | 6 | 1       | 8             |
| 3     | Tine Berg        | 3 | 1 | 6 | 3,5     | 10            |
| R     | Esmat Guindy     | 7 | 1 | 2 | 7,5     | 10            |

### 23. Norwegen
| Platz | Land                  | G | R | V | Brettp. | Mannschaftsp. |
| ----- | --------------------- | - | - | - | ------- | ------------- |
| 23    | Norwegen              | 4 | 6 | 4 | 22      | 14            |
| Brett | Spielerin             | G | R | V | Punkte  | Partien       |
| 1     | Ingrid Dahl           | 3 | 7 | 4 | 6,5     | 14            |
| 2     | Sheila Barth Berntsen | 6 | 4 | 2 | 8       | 12            |
| 3     | Sylvia Johnsen        | 3 | 1 | 4 | 3,5     | 8             |
| R     | Laila Sidselrud       | 3 | 2 | 3 | 4       | 8             |

### 24. Frankreich
| Platz | Land              | G | R | V | Brettp. | Mannschaftsp. |
| ----- | ----------------- | - | - | - | ------- | ------------- |
| 24    | Frankreich        | 6 | 1 | 7 | 22      | 13            |
| Brett | Spielerin         | G | R | V | Punkte  | Partien       |
| 1     | Christine Flear   | 6 | 5 | 1 | 8,5     | 12            |
| 2     | Julia Lebel-Arias | 3 | 2 | 6 | 4       | 11            |
| 3     | Martine Dubois    | 4 | 4 | 4 | 6       | 12            |
| R     | Caroline Winkler  | 3 | 1 | 3 | 3,5     | 7             |

### 25. Schottland
| Platz | Land           | G | R | V | Brettp. | Mannschaftsp. |
| ----- | -------------- | - | - | - | ------- | ------------- |
| 25    | Schottland     | 5 | 4 | 5 | 22      | 14            |
| Brett | Spielerin      | G | R | V | Punkte  | Partien       |
| 1     | Helen Milligan | 2 | 5 | 5 | 4,5     | 12            |
| 2     | Alison McLure  | 6 | 2 | 4 | 7       | 12            |
| 3     | Alison Coull   | 7 | 4 | 1 | 9       | 12            |
| R     | Nancy Fixter   | 1 | 1 | 4 | 1,5     | 6             |

### 26. Brasilien
| Platz | Land                   | G | R | V | Brettp. | Mannschaftsp. |
| ----- | ---------------------- | - | - | - | ------- | ------------- |
| 26    | Brasilien              | 7 | 3 | 4 | 22      | 17            |
| Brett | Spielerin              | G | R | V | Punkte  | Partien       |
| 1     | Jussara Chaves         | 3 | 4 | 4 | 5       | 11            |
| 2     | Palas Atena Veloso     | 1 | 4 | 4 | 3       | 9             |
| 3     | Joara Chaves           | 4 | 8 | 0 | 8       | 12            |
| R     | Eliana Aparecida Souza | 4 | 4 | 2 | 6       | 10            |

### 27. Spanien
| Platz | Land                         | G | R | V | Brettp. | Mannschaftsp. |
| ----- | ---------------------------- | - | - | - | ------- | ------------- |
| 27    | Spanien                      | 7 | 2 | 5 | 21,5    | 16            |
| Brett | Spielerin                    | G | R | V | Punkte  | Partien       |
| 1     | Nieves García Vicente        | 4 | 5 | 2 | 6,5     | 11            |
| 2     | María Luisa Cuevas Rodríguez | 6 | 3 | 4 | 7,5     | 13            |
| 3     | Teresa Canela Giménez        | 3 | 4 | 3 | 5       | 10            |
| R     | Beatriz Alfonso Nogué        | 2 | 1 | 5 | 2,5     | 8             |

### 28. Schweiz
| Platz | Land               | G | R | V | Brettp. | Mannschaftsp. |
| ----- | ------------------ | - | - | - | ------- | ------------- |
| 28    | Schweiz            | 7 | 1 | 6 | 21,5    | 15            |
| Brett | Spielerin          | G | R | V | Punkte  | Partien       |
| 1     | Tatjana Lematschko | 6 | 4 | 2 | 8       | 12            |
| 2     | Claude Baumann     | 3 | 5 | 3 | 5,5     | 11            |
| 3     | Karin Brülhart     | 4 | 1 | 6 | 4,5     | 11            |
| R     | Catherine Thürig   | 3 | 1 | 4 | 3,5     | 8             |

### 29. Österreich
| Platz | Land                | G | R | V | Brettp. | Mannschaftsp. |
| ----- | ------------------- | - | - | - | ------- | ------------- |
| 29    | Österreich          | 4 | 5 | 5 | 21,5    | 13            |
| Brett | Spielerin           | G | R | V | Punkte  | Partien       |
| 1     | Maria Horvath       | 2 | 3 | 5 | 3,5     | 10            |
| 2     | Helene Mira         | 6 | 4 | 1 | 8       | 11            |
| 3     | Jutta Borek         | 4 | 4 | 4 | 6       | 12            |
| R     | Elisabeth Kirchmayr | 2 | 4 | 3 | 4       | 9             |

### 30. Schweden
| Platz | Land               | G | R | V | Brettp. | Mannschaftsp. |
| ----- | ------------------ | - | - | - | ------- | ------------- |
| 30    | Schweden           | 6 | 2 | 6 | 21,5    | 14            |
| Brett | Spielerin          | G | R | V | Punkte  | Partien       |
| 1     | Anna Bener         | 0 | 7 | 3 | 3,5     | 10            |
| 2     | Viktoria Johansson | 7 | 4 | 1 | 9       | 12            |
| 3     | Christine Nyberg   | 2 | 3 | 5 | 3,5     | 10            |
| R     | Eva Jiretorn       | 4 | 3 | 3 | 5,5     | 10            |

### 31. Australien
| Platz | Land           | G | R | V | Brettp. | Mannschaftsp. |
| ----- | -------------- | - | - | - | ------- | ------------- |
| 31    | Australien     | 7 | 3 | 4 | 21,5    | 15            |
| Brett | Spielerin      | G | R | V | Punkte  | Partien       |
| 1     | Biljana Dekic  | 6 | 1 | 6 | 6,5     | 13            |
| 2     | Josie Wright   | 4 | 0 | 5 | 4       | 9             |
| 3     | Blanche Wilkie | 2 | 2 | 5 | 3       | 9             |
| R     | Natalie Mills  | 8 | 0 | 3 | 8       | 11            |

### 32. Indien
| Platz | Land                      | G | R | V | Brettp. | Mannschaftsp. |
| ----- | ------------------------- | - | - | - | ------- | ------------- |
| 32    | Indien                    | 5 | 4 | 5 | 21      | 14            |
| Brett | Spielerin                 | G | R | V | Punkte  | Partien       |
| 1     | Anupama Abhyankar         | 3 | 6 | 2 | 6       | 11            |
| 2     | Bhagyashree Sathe Thipsay | 5 | 1 | 5 | 5,5     | 11            |
| 3     | Kiran Agrawal             | 2 | 4 | 3 | 4       | 9             |
| R     | Reddy Saritha             | 4 | 3 | 4 | 5,5     | 11            |

### 33. Finnland
| Platz | Land                | G | R | V | Brettp. | Mannschaftsp. |
| ----- | ------------------- | - | - | - | ------- | ------------- |
| 33    | Finnland            | 4 | 5 | 5 | 21      | 13            |
| Brett | Spielerin           | G | R | V | Punkte  | Partien       |
| 1     | Johanna Paasikangas | 7 | 2 | 4 | 8       | 13            |
| 2     | Niina Koskela       | 4 | 4 | 5 | 6       | 13            |
| 3     | Urda Fogel          | 3 | 3 | 4 | 4,5     | 10            |
| R     | Päivi Walta         | 2 | 1 | 3 | 2,5     | 6             |

### 34. Bangladesch
| Platz | Land            | G | R | V | Brettp. | Mannschaftsp. |
| ----- | --------------- | - | - | - | ------- | ------------- |
| 34    | Bangladesch     | 5 | 2 | 6 | 21      | 14            |
| Brett | Spielerin       | G | R | V | Punkte  | Partien       |
| 1     | Rani Hamid      | 4 | 2 | 4 | 5       | 10            |
| 2     | Tanima Parveen  | 4 | 1 | 4 | 4,5     | 9             |
| 3     | Afroza Khanam   | 5 | 2 | 3 | 6       | 10            |
| R     | Afshana Parveen | 0 | 2 | 5 | 1       | 7             |

Die Mannschaft erhielt in der letzten Runde ein Freilos, welches mit 2 Mannschafts- und 1,5 Brettpunkten bewertet wurde. Außerdem hatte sie in der ersten Runde kampflos 3:0 gegen die nicht angereiste Mannschaft des Libanon
gewonnen. Dieses Ergebnis ist in der Mannschaftsbilanz enthalten, nicht aber in den Einzelbilanzen, da hier keine namentliche Zuordnung erfolgte.

### 35. Albanien
| Platz | Land           | G | R | V | Brettp. | Mannschaftsp. |
| ----- | -------------- | - | - | - | ------- | ------------- |
| 35    | Albanien       | 5 | 3 | 6 | 20,5    | 13            |
| Brett | Spielerin      | G | R | V | Punkte  | Partien       |
| 1     | Rozana Gjergji | 4 | 3 | 6 | 5,5     | 13            |
| 2     | Albana Vuji    | 6 | 2 | 4 | 7       | 12            |
| 3     | Ylvije Boriçi  | 4 | 1 | 6 | 4,5     | 11            |
| R     | Arta Alushi    | 3 | 1 | 2 | 3,5     | 6             |

### 36. Italien
| Platz | Land              | G | R | V | Brettp. | Mannschaftsp. |
| ----- | ----------------- | - | - | - | ------- | ------------- |
| 36    | Italien           | 3 | 5 | 6 | 20,5    | 11            |
| Brett | Spielerin         | G | R | V | Punkte  | Partien       |
| 1     | Adamantia Paizis  | 2 | 6 | 5 | 5       | 13            |
| 2     | Rita Gramignani   | 7 | 2 | 3 | 8       | 12            |
| 3     | Veronica Deantoni | 3 | 5 | 3 | 5,5     | 11            |
| R     | Rosa Damasco      | 1 | 2 | 3 | 2       | 6             |

### 37. Indonesien
| Platz | Land                       | G | R | V | Brettp. | Mannschaftsp. |
| ----- | -------------------------- | - | - | - | ------- | ------------- |
| 37    | Indonesien                 | 6 | 2 | 6 | 20,5    | 14            |
| Brett | Spielerin                  | G | R | V | Punkte  | Partien       |
| 1     | Lindri Juni Wijayanti      | 3 | 4 | 6 | 5       | 13            |
| 2     | Lisa Karlina Lumongdong    | 5 | 4 | 4 | 7       | 13            |
| 3     | Maria Lucia Ratna Sulistya | 6 | 3 | 4 | 7,5     | 13            |
| R     | Sri Vidawati               | 1 | 0 | 2 | 1       | 3             |

### 38. Irland
| Platz | Land              | G | R | V | Brettp. | Mannschaftsp. |
| ----- | ----------------- | - | - | - | ------- | ------------- |
| 38    | Irland            | 6 | 1 | 7 | 20,5    | 13            |
| Brett | Spielerin         | G | R | V | Punkte  | Partien       |
| 1     | Máiréad O’Siochrú | 6 | 1 | 7 | 6,5     | 14            |
| 2     | Suzanne Connolly  | 6 | 6 | 1 | 9       | 13            |
| 3     | Deborah Quinn     | 3 | 0 | 5 | 3       | 8             |
| R     | Angela Knox       | 1 | 2 | 4 | 2       | 7             |

### 39. Wales
| Platz | Land                | G | R | V | Brettp. | Mannschaftsp. |
| ----- | ------------------- | - | - | - | ------- | ------------- |
| 39    | Wales               | 7 | 1 | 6 | 20      | 15            |
| Brett | Spielerin           | G | R | V | Punkte  | Partien       |
| 1     | Deborah Cooper      | 5 | 1 | 6 | 5,5     | 12            |
| 2     | Lynda Powell        | 4 | 5 | 3 | 6,5     | 12            |
| 3     | Diane Adams         | 3 | 1 | 6 | 3,5     | 10            |
| R     | Catherine Griffiths | 3 | 3 | 2 | 4,5     | 8             |

### 40. Mexiko
| Platz | Land                        | G | R | V | Brettp. | Mannschaftsp. |
| ----- | --------------------------- | - | - | - | ------- | ------------- |
| 40    | Mexiko                      | 5 | 3 | 6 | 20      | 13            |
| Brett | Spielerin                   | G | R | V | Punkte  | Partien       |
| 1     | Yadira Hernández Guerrero   | 5 | 4 | 3 | 7       | 12            |
| 2     | Astrid Martín del Campo     | 2 | 3 | 6 | 3,5     | 11            |
| 3     | Emelia Norma Venegas Ocampo | 4 | 2 | 4 | 5       | 10            |
| R     | María Bedolla Luz           | 4 | 1 | 4 | 4,5     | 9             |

### 41. Neuseeland
| Platz | Land            | G | R | V | Brettp. | Mannschaftsp. |
| ----- | --------------- | - | - | - | ------- | ------------- |
| 41    | Neuseeland      | 5 | 3 | 6 | 20      | 13            |
| Brett | Spielerin       | G | R | V | Punkte  | Partien       |
| 1     | Vivian Smith    | 4 | 5 | 5 | 6,5     | 14            |
| 2     | Katrine Metge   | 6 | 3 | 5 | 7,5     | 14            |
| 3     | Isabel McIntosh | 5 | 1 | 6 | 5,5     | 12            |
| R     | Glenys Mills    | 0 | 1 | 1 | 0,5     | 2             |

### 42. Belgien
| Platz | Land                   | G | R | V | Brettp. | Mannschaftsp. |
| ----- | ---------------------- | - | - | - | ------- | ------------- |
| 42    | Belgien                | 6 | 1 | 7 | 20      | 13            |
| Brett | Spielerin              | G | R | V | Punkte  | Partien       |
| 1     | Gina Finegold          | 7 | 3 | 3 | 8,5     | 13            |
| 2     | Greta Foulon           | 3 | 6 | 2 | 6       | 11            |
| 3     | Annemarie Maeckelbergh | 3 | 3 | 5 | 4,5     | 11            |
| R     | Mieke Baecke           | 1 | 0 | 6 | 1       | 7             |

### 43. Ecuador
| Platz | Land          | G | R | V | Brettp. | Mannschaftsp. |
| ----- | ------------- | - | - | - | ------- | ------------- |
| 43    | Ecuador       | 5 | 3 | 6 | 20      | 13            |
| Brett | Spielerin     | G | R | V | Punkte  | Partien       |
| 1     | Rocío Jimbo   | 4 | 5 | 5 | 6,5     | 14            |
| 2     | Mey Riofrio   | 5 | 6 | 3 | 8       | 14            |
| 3     | Norka Ramírez | 4 | 3 | 7 | 5,5     | 14            |

Die Ersatzspielerin Susana Marca wurde im Turnierverlauf nicht eingesetzt.

### 44. Syrien
| Platz | Land            | G | R | V | Brettp. | Mannschaftsp. |
| ----- | --------------- | - | - | - | ------- | ------------- |
| 44    | Syrien          | 5 | 3 | 6 | 20      | 13            |
| Brett | Spielerin       | G | R | V | Punkte  | Partien       |
| 1     | Maisun Nairsh   | 0 | 3 | 4 | 1,5     | 7             |
| 2     | Zoia El-Zagheir | 2 | 1 | 6 | 2,5     | 9             |
| 3     | Huda Al-Najjar  | 7 | 2 | 4 | 8       | 13            |
| R     | Rania Abbasi    | 7 | 2 | 4 | 8       | 13            |

### 45. Ägypten
| Platz | Land                 | G | R | V | Brettp. | Mannschaftsp. |
| ----- | -------------------- | - | - | - | ------- | ------------- |
| 45    | Ägypten              | 5 | 4 | 5 | 20      | 14            |
| Brett | Spielerin            | G | R | V | Punkte  | Partien       |
| 1     | Faridah Basta Sohair | 7 | 2 | 3 | 8       | 12            |
| 2     | A. Samy Maha         | 1 | 4 | 4 | 3       | 9             |
| 3     | Hala Fawzi           | 3 | 4 | 5 | 5       | 12            |
| R     | Ismat Mousa Ghada    | 1 | 6 | 2 | 4       | 9             |

### 46. Türkei
| Platz | Land            | G | R | V | Brettp. | Mannschaftsp. |
| ----- | --------------- | - | - | - | ------- | ------------- |
| 46    | Türkei          | 5 | 3 | 6 | 19,5    | 13            |
| Brett | Spielerin       | G | R | V | Punkte  | Partien       |
| 1     | Nilüfer İpek    | 3 | 7 | 4 | 6,5     | 14            |
| 2     | Gülümser Öney   | 2 | 2 | 4 | 3       | 8             |
| 3     | Fatmanur Öney   | 3 | 5 | 3 | 5,5     | 11            |
| R     | Gülsevil Yılmaz | 2 | 5 | 2 | 4,5     | 9             |

### 47. Dominikanische Republik
| Platz | Land                     | G | R | V | Brettp. | Mannschaftsp. |
| ----- | ------------------------ | - | - | - | ------- | ------------- |
| 47    | Dominikanische Republik  | 6 | 3 | 5 | 19,5    | 15            |
| Brett | Spielerin                | G | R | V | Punkte  | Partien       |
| 1     | Eneida Pérez             | 3 | 4 | 5 | 5       | 12            |
| 2     | Ana Esther García Portes | 3 | 2 | 6 | 4       | 11            |
| 3     | Polonia Guzmán           | 4 | 5 | 3 | 6,5     | 12            |
| R     | Elizabeth Hazim          | 3 | 2 | 2 | 4       | 7             |

### 48. Portugal
| Platz | Land                  | G | R | V | Brettp. | Mannschaftsp. |
| ----- | --------------------- | - | - | - | ------- | ------------- |
| 48    | Portugal              | 5 | 3 | 6 | 19,5    | 13            |
| Brett | Spielerin             | G | R | V | Punkte  | Partien       |
| 1     | Isabel Pereira Santos | 6 | 4 | 3 | 8       | 13            |
| 2     | Maria do Céu Silva    | 2 | 4 | 6 | 4       | 12            |
| 3     | Aida Ferreira         | 4 | 4 | 4 | 6       | 12            |
| R     | Alzira Silva          | 1 | 1 | 3 | 1,5     | 5             |

### 49. Malaysia
| Platz | Land                  | G | R | V | Brettp. | Mannschaftsp. |
| ----- | --------------------- | - | - | - | ------- | ------------- |
| 49    | Malaysia              | 4 | 5 | 5 | 19,5    | 13            |
| Brett | Spielerin             | G | R | V | Punkte  | Partien       |
| 1     | Ong Hwa Liu           | 3 | 4 | 5 | 5       | 12            |
| 2     | Geraldine Putra-Johns | 3 | 5 | 4 | 5,5     | 12            |
| 3     | Eliza Hanum Ibrahim   | 2 | 3 | 5 | 3,5     | 10            |
| R     | Khairunisa Wahiduddin | 5 | 1 | 2 | 5,5     | 8             |

### 50. Sambia
| Platz | Land             | G | R | V | Brettp. | Mannschaftsp. |
| ----- | ---------------- | - | - | - | ------- | ------------- |
| 50    | Sambia           | 5 | 2 | 6 | 19,5    | 14            |
| Brett | Spielerin        | G | R | V | Punkte  | Partien       |
| 1     | Elizabeth Mwamba | 1 | 3 | 4 | 2,5     | 8             |
| 2     | Rose Zeko        | 3 | 1 | 5 | 3,5     | 9             |
| 3     | Joy Mtine        | 7 | 1 | 4 | 7,5     | 12            |
| R     | Daisy Mwanza     | 3 | 3 | 4 | 4,5     | 10            |

Die Mannschaft erhielt in der neunten Runde ein Freilos, welches mit 2 Mannschafts- und 1,5 Brettpunkten bewertet wurde.

### 51. Bolivien
| Platz | Land             | G | R | V | Brettp. | Mannschaftsp. |
| ----- | ---------------- | - | - | - | ------- | ------------- |
| 51    | Bolivien         | 4 | 4 | 6 | 19      | 12            |
| Brett | Spielerin        | G | R | V | Punkte  | Partien       |
| 1     | Liliana Bolaños  | 5 | 3 | 6 | 6,5     | 14            |
| 2     | Ana María Quispe | 5 | 4 | 5 | 7       | 14            |
| 3     | Beatriz Barrón   | 3 | 5 | 6 | 5,5     | 14            |

Die Ersatzspielerin Martina Sánchez wurde im Turnierverlauf nicht eingesetzt.

### 52. Uruguay
| Platz | Land                  | G | R | V | Brettp. | Mannschaftsp. |
| ----- | --------------------- | - | - | - | ------- | ------------- |
| 52    | Uruguay               | 5 | 3 | 6 | 19      | 13            |
| Brett | Spielerin             | G | R | V | Punkte  | Partien       |
| 1     | Isabel de los Santos  | 3 | 5 | 6 | 5,5     | 14            |
| 2     | Andrea Domínguez      | 5 | 3 | 6 | 6,5     | 14            |
| 3     | Isabel Vera           | 4 | 4 | 4 | 6       | 12            |
| R     | Alma de Pecard García | 0 | 2 | 0 | 1       | 2             |

### 53. Puerto Rico
| Platz | Land                         | G | R | V | Brettp. | Mannschaftsp. |
| ----- | ---------------------------- | - | - | - | ------- | ------------- |
| 53    | Puerto Rico                  | 4 | 2 | 7 | 19      | 12            |
| Brett | Spielerin                    | G | R | V | Punkte  | Partien       |
| 1     | Joyce Lee Martorell Martínez | 1 | 2 | 6 | 2       | 9             |
| 2     | Eilleen Avíles Caratini      | 6 | 1 | 4 | 6,5     | 11            |
| 3     | Gisela Murray Ortiz          | 5 | 2 | 4 | 6       | 11            |
| R     | Yadilis Olmeda Rodríguez     | 3 | 0 | 5 | 3       | 8             |

Die Mannschaft erhielt in der zwölften Runde ein Freilos, welches mit 2 Mannschafts- und 1,5 Brettpunkten bewertet wurde.

### 54. Kanada
| Platz | Land             | G | R | V | Brettp. | Mannschaftsp. |
| ----- | ---------------- | - | - | - | ------- | ------------- |
| 54    | Kanada           | 5 | 2 | 7 | 18,5    | 12            |
| Brett | Spielerin        | G | R | V | Punkte  | Partien       |
| 1     | Smilja Vujosevic | 4 | 2 | 5 | 5       | 11            |
| 2     | Vesma Baltgailis | 1 | 0 | 8 | 1       | 9             |
| 3     | Dianna Palamarek | 1 | 7 | 2 | 4,5     | 10            |
| R     | Diane Mongeau    | 6 | 4 | 2 | 8       | 12            |

### 55. Venezuela
| Platz | Land            | G | R | V | Brettp. | Mannschaftsp. |
| ----- | --------------- | - | - | - | ------- | ------------- |
| 55    | Venezuela       | 3 | 4 | 7 | 18,5    | 10            |
| Brett | Spielerin       | G | R | V | Punkte  | Partien       |
| 1     | Luisana Mujica  | 2 | 7 | 5 | 5,5     | 14            |
| 2     | Nathali Sequera | 5 | 5 | 4 | 7,5     | 14            |
| 3     | Tibaire de Pool | 2 | 7 | 5 | 5,5     | 14            |

Die Ersatzspielerin Luz Estela Niño del Táchira kam nicht zum Einsatz.

### 56. Vereinigte Arabische Emirate
| Platz | Land                         | G | R | V | Brettp. | Mannschaftsp. |
| ----- | ---------------------------- | - | - | - | ------- | ------------- |
| 56    | Vereinigte Arabische Emirate | 4 | 3 | 7 | 18      | 11            |
| Brett | Spielerin                    | G | R | V | Punkte  | Partien       |
| 1     | Fraidah Karim                | 7 | 3 | 4 | 8,5     | 14            |
| 2     | Amal Karim                   | 4 | 4 | 6 | 6       | 14            |
| 3     | Thuraiah Ahmed               | 1 | 1 | 7 | 1,5     | 9             |
| R     | Mozah Abdullah               | 1 | 2 | 2 | 2       | 5             |

### 57. Algerien
| Platz | Land             | G | R | V | Brettp. | Mannschaftsp. |
| ----- | ---------------- | - | - | - | ------- | ------------- |
| 57    | Algerien         | 4 | 3 | 7 | 17,5    | 11            |
| Brett | Spielerin        | G | R | V | Punkte  | Partien       |
| 1     | Meriem Abbou     | 5 | 3 | 5 | 6,5     | 13            |
| 2     | Houria Lounis    | 3 | 5 | 5 | 5,5     | 13            |
| 3     | Rachida Berrabah | 2 | 4 | 5 | 4       | 11            |
| R     | Siham Hamai      | 1 | 1 | 3 | 1,5     | 5             |

### 58. Jamaika
| Platz | Land              | G | R | V | Brettp. | Mannschaftsp. |
| ----- | ----------------- | - | - | - | ------- | ------------- |
| 58    | Jamaika           | 4 | 3 | 6 | 17,5    | 13            |
| Brett | Spielerin         | G | R | V | Punkte  | Partien       |
| 1     | Claire Clarke     | 1 | 2 | 6 | 2       | 9             |
| 2     | Maria Palmer      | 2 | 3 | 6 | 3,5     | 11            |
| 3     | Hope Anderson     | 3 | 3 | 6 | 4,5     | 12            |
| R     | Christine Bennett | 5 | 2 | 0 | 6       | 7             |

Die Mannschaft erhielt in der vorletzten Runde ein Freilos, welches mit 2 Mannschafts- und 1,5 Brettpunkten bewertet wurde.

### 59. Simbabwe
| Platz | Land            | G | R | V | Brettp. | Mannschaftsp. |
| ----- | --------------- | - | - | - | ------- | ------------- |
| 59    | Simbabwe        | 4 | 0 | 9 | 17,5    | 10            |
| Brett | Spielerin       | G | R | V | Punkte  | Partien       |
| 1     | Nina Gambiza    | 3 | 1 | 5 | 3,5     | 9             |
| 2     | Gwendolyn Guzha | 2 | 3 | 4 | 3,5     | 9             |
| 3     | Anesu Chibukira | 2 | 1 | 5 | 2,5     | 8             |
| R     | Rhoda Masiyazi  | 6 | 1 | 3 | 6,5     | 10            |

Die Mannschaft erhielt in der achten Runde ein Freilos, welches mit 2 Mannschafts- und 1,5 Brettpunkten bewertet wurde. Zudem reiste die Mannschaft verspätet an und gab das Spiel der ersten Runde kampflos verloren. Diese Niederlage ist in der Gesamtbilanz eingerechnet, nicht jedoch in den Einzelbilanzen der Spielerinnen.

### 60. Angola
| Platz | Land              | G | R | V | Brettp. | Mannschaftsp. |
| ----- | ----------------- | - | - | - | ------- | ------------- |
| 60    | Angola            | 3 | 3 | 7 | 15,5    | 8             |
| Brett | Spielerin         | G | R | V | Punkte  | Partien       |
| 1     | Sandra Venâncio   | 1 | 4 | 5 | 3       | 10            |
| 2     | Paulete Cabral    | 0 | 5 | 5 | 2,5     | 10            |
| 3     | Engrácia de Jesus | 4 | 1 | 4 | 4,5     | 9             |
| R     | Maria da Luz      | 2 | 4 | 4 | 4       | 10            |

Die Mannschaft erhielt in der elften Runde ein Freilos, welches mit 2 Mannschafts- und 1,5 Brettpunkten bewertet wurde.

### 61. Niederländische Antillen
| Platz | Land                     | G | R | V | Brettp. | Mannschaftsp. |
| ----- | ------------------------ | - | - | - | ------- | ------------- |
| 61    | Niederländische Antillen | 3 | 3 | 7 | 15,5    | 11            |
| Brett | Spielerin                | G | R | V | Punkte  | Partien       |
| 1     | Sonali Cardose           | 2 | 6 | 4 | 5       | 12            |
| 2     | Angelique Craane         | 1 | 5 | 6 | 3,5     | 12            |
| 3     | Purita Sambre            | 0 | 5 | 7 | 2,5     | 12            |

Die Mannschaft erhielt in der zehnten Runde ein Freilos, welches mit 2 Mannschafts- und 1,5 Brettpunkten bewertet wurde. Außerdem hatte sie in der dritten Runde kampflos 3:0 gegen die nicht angereiste Mannschaft des Libanon gewonnen. Dieses Ergebnis ist in der Mannschaftsbilanz enthalten, nicht aber in den Einzelbilanzen.

### 62. Nigeria
| Platz | Land           | G | R | V | Brettp. | Mannschaftsp. |
| ----- | -------------- | - | - | - | ------- | ------------- |
| 62    | Nigeria        | 3 | 1 | 9 | 15      | 9             |
| Brett | Spielerin      | G | R | V | Punkte  | Partien       |
| 1     | Olivia Ugorji  | 1 | 4 | 6 | 3       | 11            |
| 2     | Silvia Chidi   | 5 | 3 | 5 | 6,5     | 13            |
| 3     | Datari Opuama  | 0 | 3 | 5 | 1,5     | 8             |
| R     | Rebecca Orosso | 2 | 1 | 4 | 2,5     | 7             |

Die Mannschaft erhielt in der siebenten Runde ein Freilos, welches mit 2 Mannschafts- und 1,5 Brettpunkten bewertet wurde.

### 63. Malta
| Platz | Land                | G | R | V | Brettp. | Mannschaftsp. |
| ----- | ------------------- | - | - | - | ------- | ------------- |
| 63    | Malta               | 2 | 2 | 9 | 14,5    | 8             |
| Brett | Spielerin           | G | R | V | Punkte  | Partien       |
| 1     | Marilyn Sciortino   | 3 | 3 | 3 | 4,5     | 9             |
| 2     | Muriel Causon       | 3 | 3 | 6 | 4,5     | 12            |
| 3     | Rebecca Farrugia    | 1 | 3 | 7 | 2,5     | 11            |
| R     | Emily Sammut Briffa | 0 | 3 | 4 | 1,5     | 7             |

Die Mannschaft erhielt in der sechsten Runde ein Freilos, welches mit 2 Mannschafts- und 1,5 Brettpunkten bewertet wurde.

### 64. Botswana
| Platz | Land                 | G | R | V | Brettp. | Mannschaftsp. |
| ----- | -------------------- | - | - | - | ------- | ------------- |
| 64    | Botswana             | 2 | 2 | 9 | 11,5    | 8             |
| Brett | Spielerin            | G | R | V | Punkte  | Partien       |
| 1     | Ponatshego Seitshiro | 2 | 2 | 8 | 3       | 12            |
| 2     | Mary Joseph          | 0 | 4 | 9 | 2       | 13            |
| 3     | Boitumelo Mosiakgabo | 4 | 2 | 6 | 5       | 12            |
| R     | Evelyn Elliott       | 0 | 0 | 2 | 0       | 2             |

Die Mannschaft erhielt in der fünften Runde ein Freilos, welches mit 2 Mannschafts- und 1,5 Brettpunkten bewertet wurde.

### 65. Amerikanische Jungferninseln
| Platz | Land                         | G | R | V  | Brettp. | Mannschaftsp. |
| ----- | ---------------------------- | - | - | -- | ------- | ------------- |
| 56    | Amerikanische Jungferninseln | 1 | 1 | 11 | 10      | 5             |
| Brett | Spielerin                    | G | R | V  | Punkte  | Partien       |
| 1     | Francis Hasson               | 1 | 4 | 06 | 3       | 11            |
| 2     | Liane Forbes                 | 2 | 2 | 07 | 3       | 11            |
| 3     | Diane Warlick                | 0 | 2 | 07 | 1       | 9             |
| R     | Ila Mody                     | 0 | 3 | 05 | 1,5     | 8             |

Die Mannschaft erhielt in der vierten Runde ein Freilos, welches mit 2 Mannschafts- und 1,5 Brettpunkten bewertet wurde.